# Karl Snethlage
Karl Emil Lambert Snethlage (* 18. April 1866 in Koblenz; †  4. September 1910 ebenda) war ein preußischer Regierungsrat und Landrat des Landkreises Essen.

## Leben

### Werdegang und Ausbildung
Der Protestant Karl Snethlage war ein Sohn des Konsistorialpräsidenten Karl Snethlage († 11. August 1891 in Koblenz) und dessen Ehefrau Emma Snethlage, geborene Bredt aus Barmen. Nach dem Besuch eines Gymnasiums in Koblenz und der abgelegten Reifeprüfung zu Ostern 1884 absolvierte er bis 1887 in Lausanne, Tübingen, Berlin und Bonn ein Studium der Rechtswissenschaften. Seiner Dienstpflicht nachkommend, diente er vom 1. April 1888 bis 1889 beim Königin Augusta Garde-Grenadier-Regiment Nr. 4 in Koblenz. Im Anschluss legte Snethlage am 12. November 1887 seine Erste Juristische Prüfung ab und wurde am 18. November zum Gerichtsreferendar ernannt. Seine weitere Ausbildung mit Vereidigung am 18. November 1887 bei dem Amtsgericht Kreuznach aufnehmend und beim Landgericht Koblenz fortsetzend wechselte Snethlage unter Ernennung zum Regierungsreferendar am 25. Februar 1891 in den Verwaltungsdienst, wo er bei den Regierungen Koblenz und Danzig Beschäftigung fand. Nach Ablegung der Großen Staatsprüfung am 31. März 1894 (mit Dienstalter vom 31. März 1893) und der am 26. April 1894 folgenden Ernennung zum Regierungsassessor per Erlass zur weiteren Beschäftigung an das Landratsamt Essen verwiesen. Als weitere Dienststationen folgten erneut per Erlass (vom 17. Januar 1898) die Regierung in Koblenz und ab Juni 1898 das dortige Oberpräsidium der Rheinprovinz (ebenfalls in Koblenz).

### Landrat in Essen
Snethlage folgte mit Erlass vom 28. Februar 1901 auf den aus dem Staatsdienst ausgeschiedenen Max Rötger in die Leitungsfunktion des Landratsamtes Essen. Zunächst kommissarisch eingesetzt, übernahm er am 19. März die Amtsgeschäfte, während die definitive Ernennung zum 1. September 1901 und mit Bestallung vom 27. August folgte. Er verblieb 8 Jahre in Essen, bevor er mit Bestallung vom 8. Dezember 1909 zum Regierungsrat ernannt und zum 28. Dezember 1909 an die Regierung in  Düsseldorf überwiesen wurde. Als Regierungsrat starb er dort 1910.

### Auszeichnungen
- Roter Adlerorden 4. Klasse.[1]

## Familie
Karl Snethlage heiratete am 3. August 1899 in Koblenz Helene Wülfing (* 10. Dezember 1872 in Barmen), Tochter des um 1899 als Rentner in Koblenz lebenden Abraham Robert Wülfing und dessen Ehefrau Helene Wülfing, geborene Lohmann.